# Sampson (Wisconsin)
Pour les articles homonymes, voir Sampson.
Sampson est une localité du comté de Chippewa dans l'état du Wisconsin, à l'est de Minneapolis.
En 2010 sa population était de 892 habitants.